# Naurizio

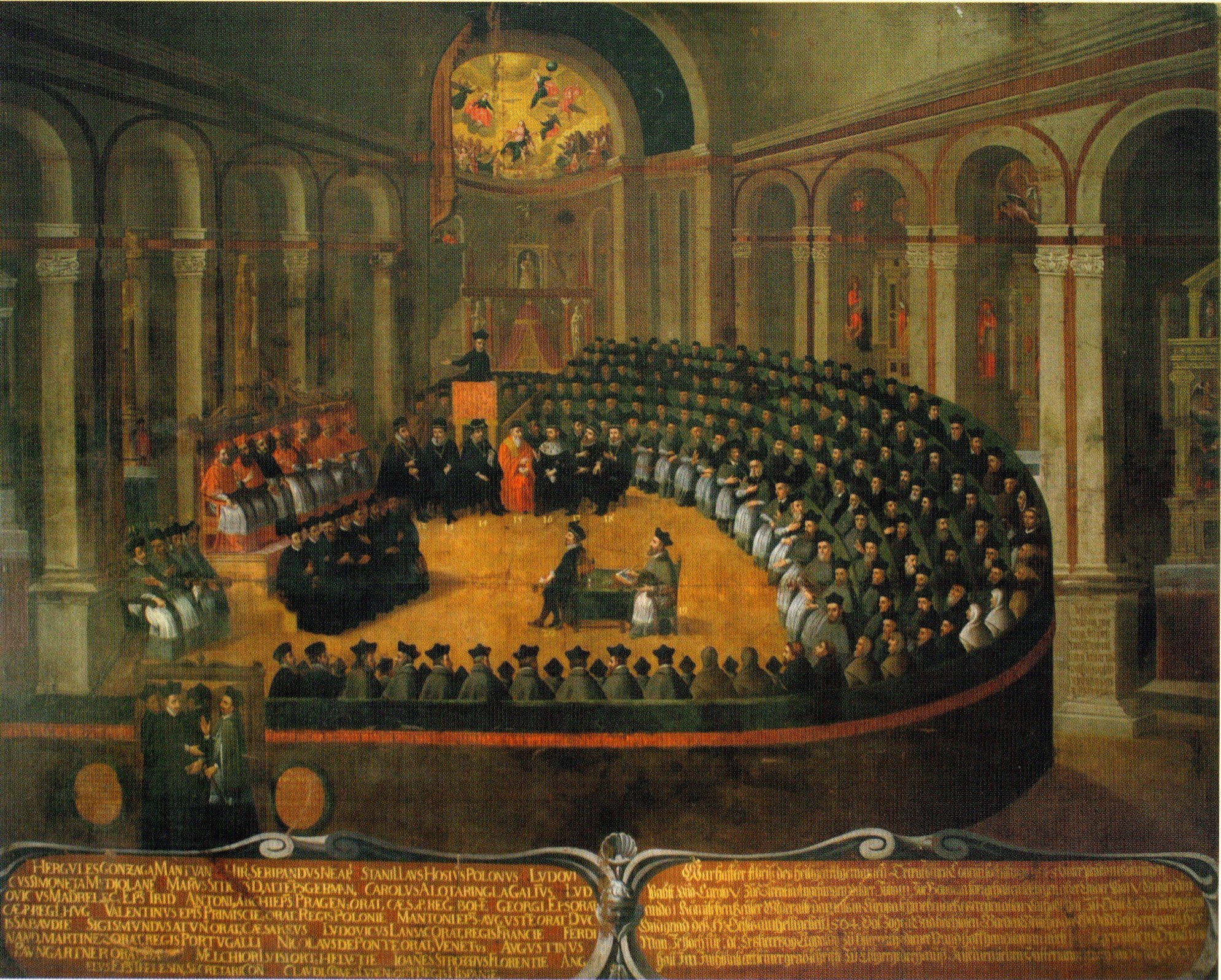
Il cardinale Ercole Gonzaga presiede la seduta del concilio di Trento in Santa Maria Maggiore, 1633 (alcune fonti la attribuiscono invece a suo nonno Francesco)

La famiglia Naurizio fu una famiglia di pittori che operò in Trentino a cavallo tra Cinquecento e Seicento, il cui componente più celebre fu Elia Naurizio.

## Storia

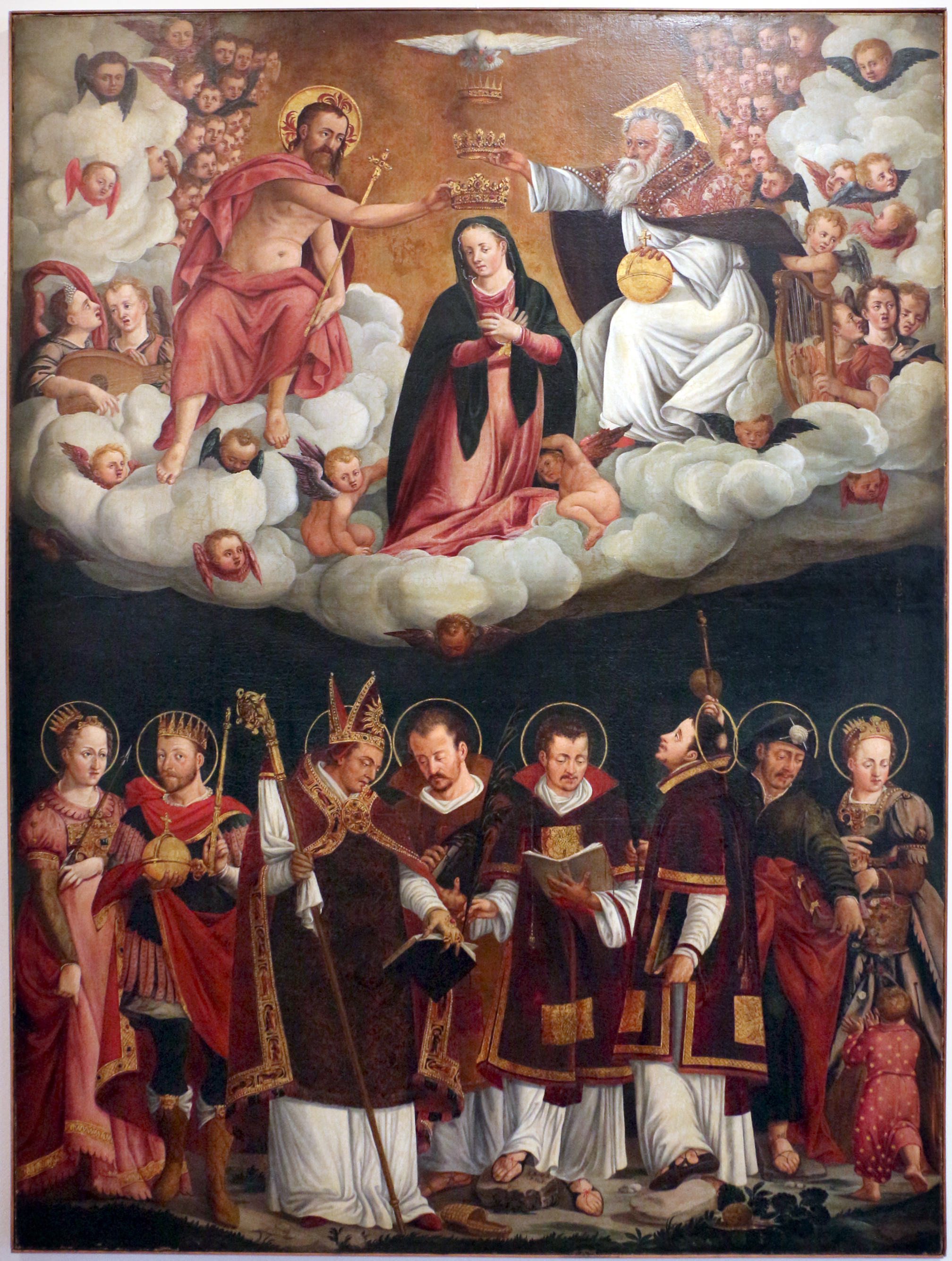
Incoronazione della Madonna e santi, 1583, di Paolo Naurizio

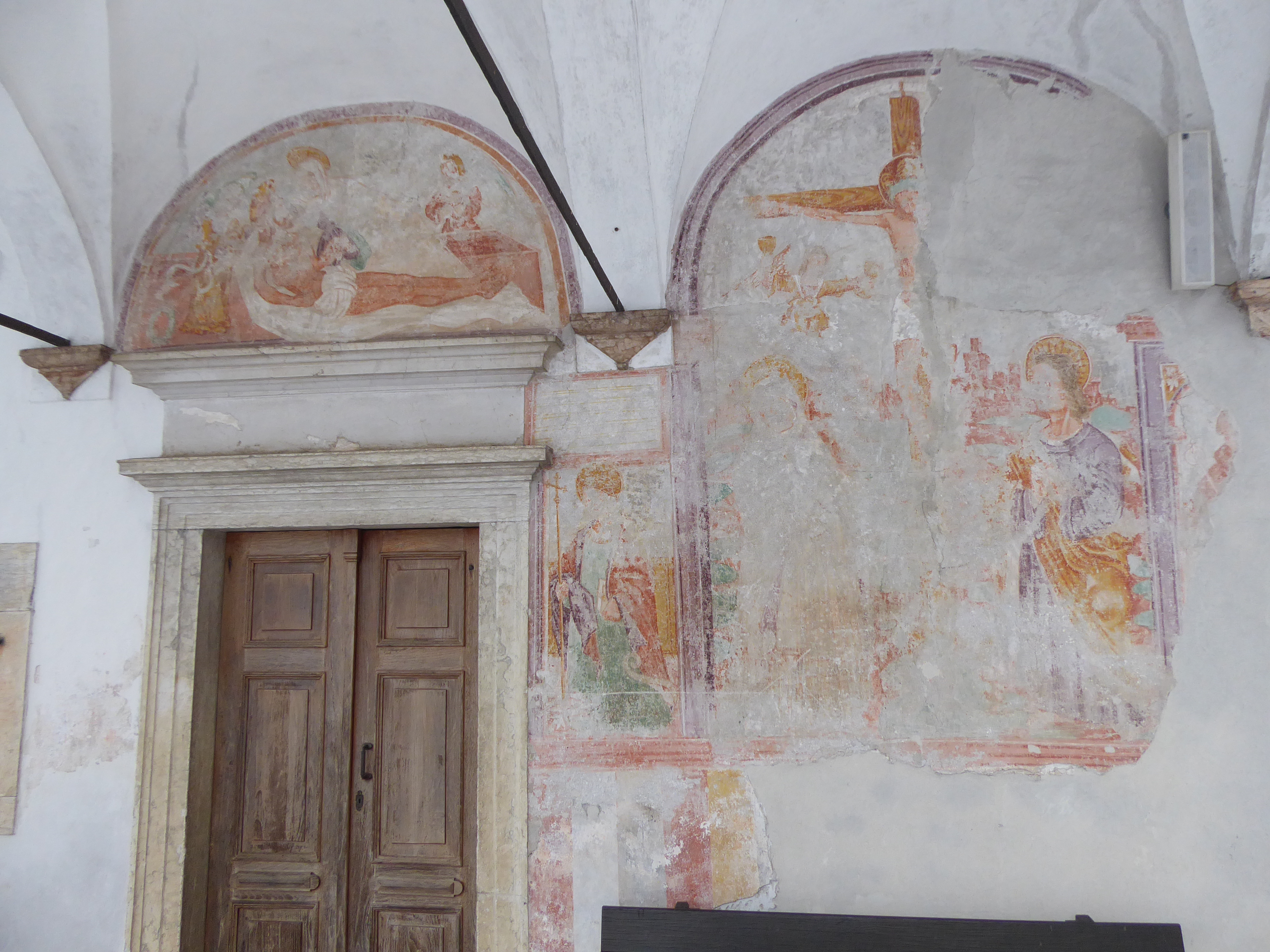
Affreschi di Lorenzo Naurizio sotto il portico della chiesa di Santa Margherita di Castelnuovo

Francesco Naurizio, originario di Norimberga, giunse in Valsugana nel secondo decennio del Cinquecento, firmò gli affreschi della chiesa di San Giovanni a Liendri, località nel comune di Mezzano. 
Si trasferirono a Borgo Valsugana, protetti dai Welsberg, dove Francesco junior, che Nicolò Rasmo considera figlio di Lorenzo Naurizio, ottenne la cittadinanza. Non è chiaro il grado di parentela di Lorenzo Naurizio (doc. 1565-1568) con gli altri Naurizio, recentemente considerato fratello di Rocco Naurizio (autore nel 1544 di affreschi nella chiesa di San Silvestro di Imer) e Paolo Naurizio, che si stabilì a Trento, dove ottenne diverse commissioni nell'ultimo quarto del XVI secolo, le più prestigiose per il duomo di Trento, attualmente conservate al Museo diocesano tridentino. Sempre Rasmo ritiene che Paolo fosse figlio di Francesco.
A parte Paolo ed Elia, che aderirono alla corrente artistica rinascimentale, i Naurizio erano stilisticamente legati alle correnti tardogotiche tipiche della Germania da cui provenivano, con affreschi di stampo religioso-devozionale, spesso ubicati in chiese poste su strade e percorsi di pellegrinaggio ad alta frequentazione.
Paolo Naurizio (doc. 1576-1597) fu artista di riferimento per la committenza religiosa a Trento nell’ultimo quarto del XVI secolo, dettò testamento nel 1597 affidando alla moglie Ursula di Schwaz il compito di prendersi cura dei sei figli, tra i quali Elia Naurizio. Nicolò Rasmo lo ritiene "un pittore di dimensioni modeste", simbolo di questo momento di decadenza delle commissioni artistiche del principe vescovo di Trento Ludovico Madruzzo, riscattato in parte dal nipote Carlo Gaudenzio Madruzzo (1600-1629), che commissionò diverse opere a Martino Teofilo Polacco. Recentemente è stato identificato con il "Paul Moriczius, Maller auf Churburg", citato nei rendiconti dell'amministratore di Castel Coira nel 1576, dunque almeno da quell'anno doveva essere attivo al servizio dei conti Trapp.
Elia Naurizio (1589-1657), figlio di Paolo. Membro della confraternita alemanna degli zappatori di Trento dal 1610 al 1655. Attivo nella chiesa di San Giorgio a Croviana verso il 1613, dal 1623 fu a Innsbruck, alle dipendenze di Leopoldo V come Hofmaler e Kammermaler ("pittore di corte" e "pittore da camera"). Dal 1629 è attestato nuovamente in Trentino, dove realizzò numerose opere sparse per le chiese di tutto il Trentino. Nel 1630 al suo matrimonio con Maddalena Manart di Anversa furono testimoni il barone Osvaldo III Trapp e il conte Filippo Lodron

## Opere

### Francesco Naurizio
- Liendri (Mezzano), chiesa di San Giovanni: Annunciazione; Decorazione dell'intradosso; S. Corona, S. Romina; Gesù Cristo in pietà e santi (1513).[7] Nel catino dell’abside troneggiava un Cristo in mandorla, accompagnato dagli evangelisti sotto forma di animali (si vede ora solo il toro con il vangelo tra le zampe che rappresenta San Luca)[8]

### Rocco Naurizio
- Imer, chiesa di San Silvestro: affreschi absidali del Cristo in mandorla e Simboli degli evangelisti (1544)[9].

### Lorenzo Naurizio

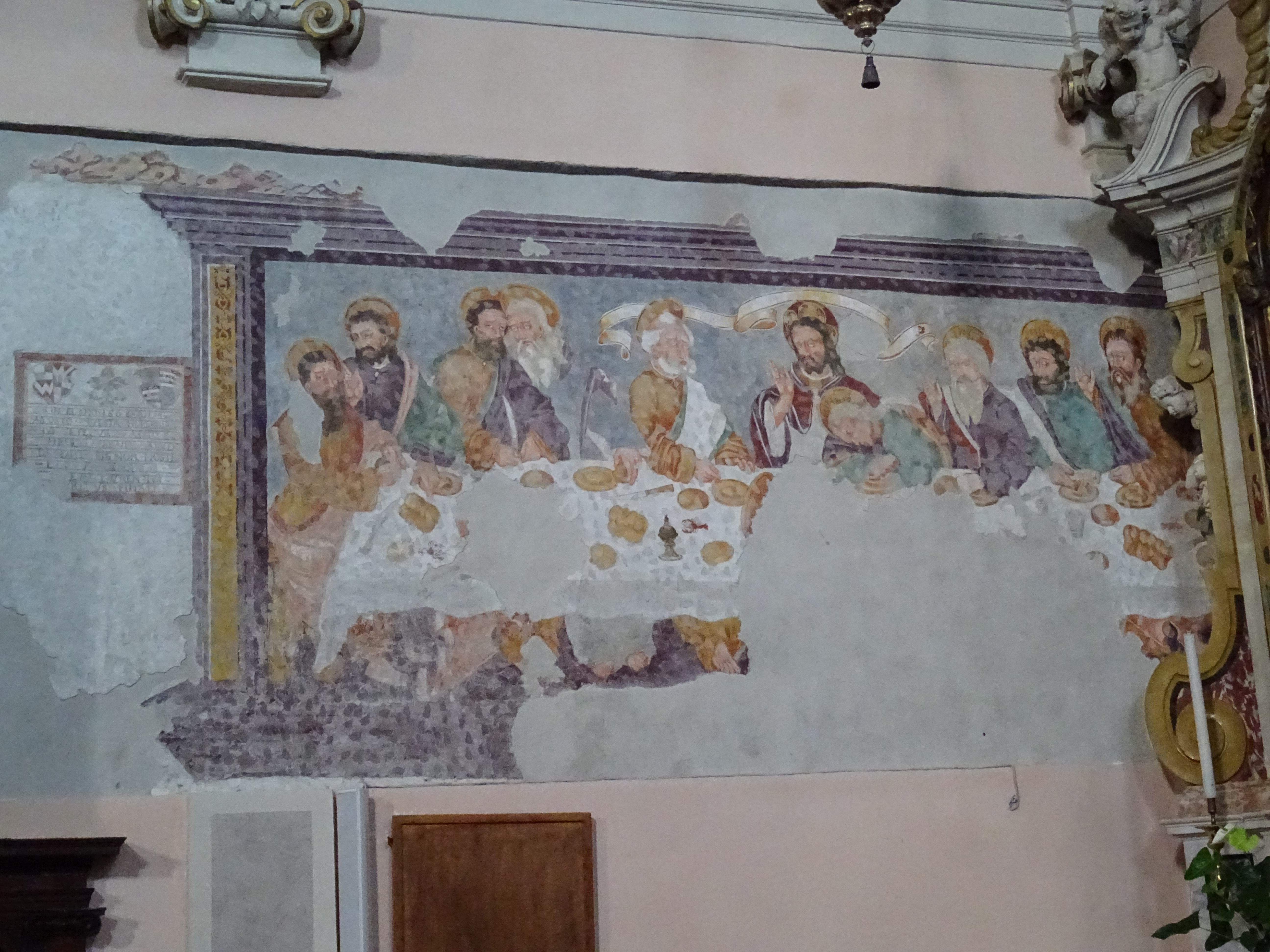
Ultima Cena di Lorenzo Naurizio nella chiesa dei Santi Bartolomeo e Andrea di Torcegno

- Castelnuovo, chiesa di Santa Margherita: Cristo deposto, affresco della lunetta sopra il portale; Crocifissione, a destra della porta; Santa Margherita, a sinistra della Crocifissione (1565)[10][11]
- Torcegno, chiesa dei Santi Bartolomeo e Andrea: Ultima Cena (1568). Affresco visibile sulla parete sinistra della navata, ricoperto da uno strato di intonaco durante il XVII secolo, venne alla luce durante i restauri del 1996. A sinistra è presente un riquadro con un'iscrizione e gli stemmi Welsberg e Firmian[12][13]

### Francesco Naurizio junior
- Monte Armentera (Borgo Valsugana), eremo di San Lorenzo: "rinfrescò" un affresco raffigurante San Lorenzo[14]

### Paolo Naurizio
- Meditazione di San Girolamo sul Giudizio universale e l'arcidiacono Girolamo Roccabruna in preghiera, 1578-1580 ca., olio su tavola, 212 x 246 cm, prima campata nord del Duomo di Trento. Sullo sfondo dell'opera compare l'interno del Duomo, nella parte centrale del dipinto un cadavere regale in decomposizione che rammenta la vanità delle cose terrene, così come il versetto dell'Ecclesiaste "Vanitas vanitatum et omnia vanitas". L'avvento di Cristo viene indicato da un angelo a san Girolamo, che tiene aperto un libro su cui si legge l'invocazione "O d[omi]ne miserere mei"[15][16]
- Incoronazione della Madonna e santi, 1583, olio su tela, 204 x 150,5 cm, Museo diocesano tridentino, originariamente pala dell'altare perduto commissionato dai Trapp a fianco della porta meridionale del Duomo di Trento. Nella parte alta del dipinto la Trinità incorona la Vergine; la fascia inferiore presenta da sinistra a destra i santi Orsola, Enrico II il Santo, Vigilio, Sisinnio, Martirio e Alessandro, Giacomo il Maggiore ed Elisabetta d'Ungheria[17][18]
- Madonna immacolata e Gesù Bambino, 1589, olio su tavola, 140 x 82 cm, canonica della parrocchiale dell'Immacolata a Strigno (Castel Ivano), proveniente dalla non più consacrata chiesa di San Vito. Realizzò poi la pala di San Zenone, andata distrutta durante la prima guerra mondiale[19]
- Messa di San Gregorio Magno, 1590 ca.[20]
- Ancona dell'Adorazione dei pastori, 1591, tempera su tavola, Museo diocesano tridentino (proveniente dalla chiesa di Sant'Anna di Sopramonte). Nel pannello centrale è raffigurata l'Adorazione dei pastori, nella predella l'Adorazione dei Magi e nel timpano il busto di Dio Padre[21][22]
- Madonna col Bambino in trono tra i santi Giovanni Battista e Giovanni Evangelista, 1593-94, tempera su tavola, 146 x 89,5 cm, pala dell'altare laterale destro della chiesa di San Mauro a San Mauro (Baselga di Piné). Nella predella sono raffigurati in tre riquadri episodi della vita di S. Giovanni Battista e nel timpano la Madonna annunciata[23][24]
- S. Michele arcangelo combatte contro Satana, 1593-94, tempera su tavola, 145 x 88 cm, pala dell'altare laterale sinistro della chiesa di San Mauro a San Mauro (Baselga di Piné). Nella predella sono presenti tre riquadri, quello centrale raffigurante le Anime del Purgatorio, nel timpano l'Angelo annunciante[24][25]
- Nozze mistiche di S. Caterina d'Alessandria, 1595, olio su tela, 169,5 x 104 cm, chiesa di Santa Maria Assunta a Baselga di Piné[26]

### Elia Naurizio
Santa Maria Assunta di Calavino, Santa Maria Assunta di Tavodo, San Lorenzo di Folgaria, Madonna della Neve di Buss e San Bartolomeo di Trento.